# Сгорьево
Сгорьево — деревня в Родниковском районе Ивановской области. Входит в состав Филисовского сельского поселения.

## География
Находится в центральной части Ивановской области на расстоянии приблизительно 11 км на восток-юго-восток по прямой от районного центра города Родники.

## История
В 1907 году здесь (тогда деревня Юрьевецкого уезда Костромской губернии) было учтено 28 дворов.

## Население
Постоянное население составляло 91 человек (1897 год), 119 (1907), 0 как в 2002 году, так и в 2010.